# Бомбардировка Роттердама
Бомбардировка Роттердама (нид. Bombardement op Rotterdam) — авианалёт на Роттердам, осуществленный Люфтваффе 14 мая 1940 года во время голландской операции, которая, в свою очередь, являлась частью французской кампании 1940 г.
Нападение на Нидерланды началось 10 мая. Немцы надеялись, что сломят сопротивление голландцев в один день, однако голландские войска оказывали более упорное сопротивление, чем предполагалось ранее. Немцы запланировали нападение на город на 14 мая. Целью авианалёта являлась поддержка германских подразделений, сражающихся в городе, и принуждение Нидерландов к капитуляции.
Командующий германскими войсками генерал Рудольф Шмидт выставил голландцам ультиматум, сообщив им о планируемой бомбардировке Роттердама. Голландцы приняли ультиматум и бомбардировка была отменена. Тем не менее 50-60 бомбардировщиков He-111 из ста якобы не успели получить сигнал, информирующий об отмене атаки..

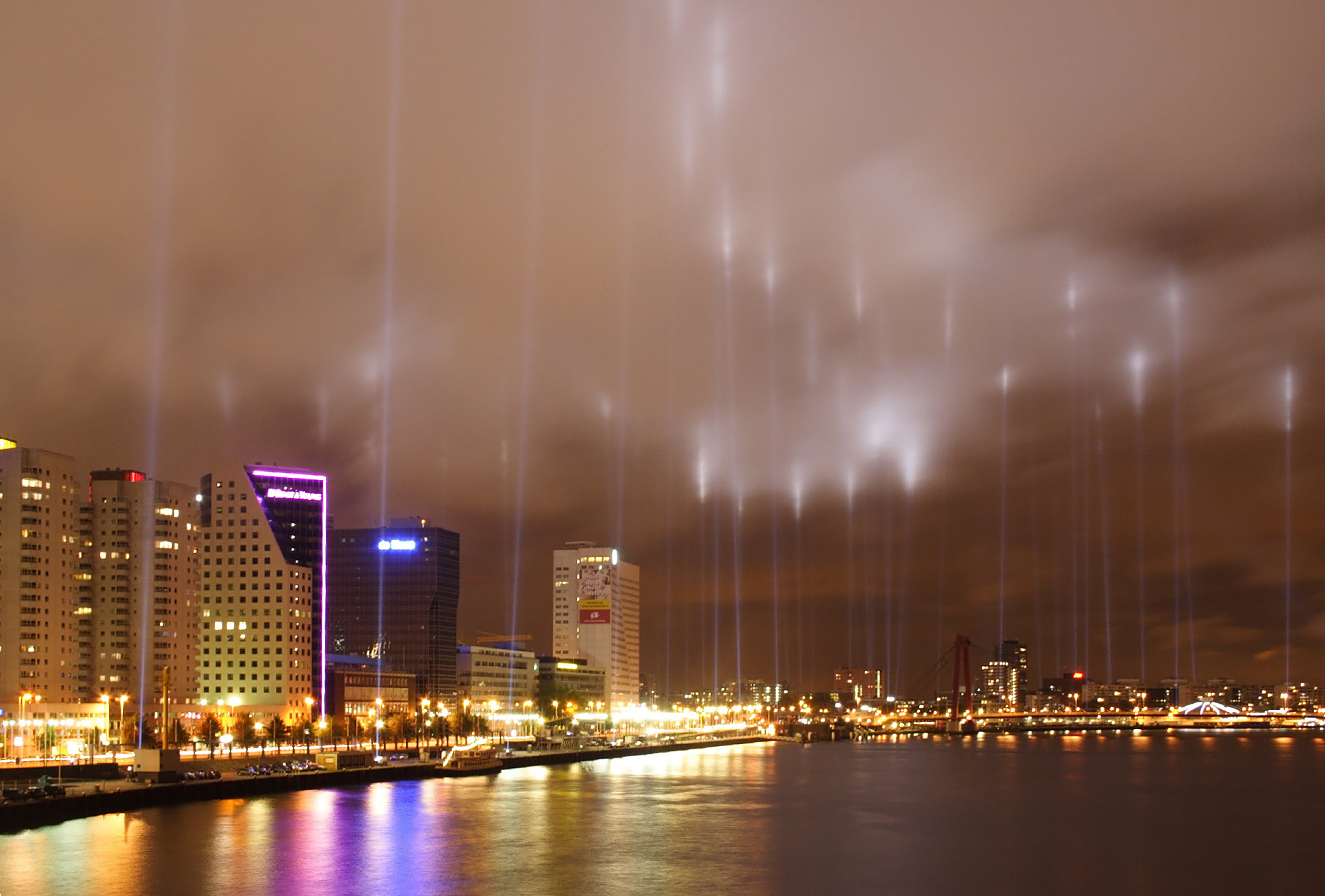
2007-й год: Напоминание о границах пожара

Бомбардировщики сбросили около 97 тонн бомб, в основном на центр города, уничтожив всё на площади в приблизительно 2,5 км², что привело к многочисленным пожарам (в старом городе изобиловали деревянные здания и перекрытия) и вызвало гибель около тысячи жителей. Эта бомбардировка стала последним этапом голландской операции Вермахта: Голландия не имела возможности защититься от атак с воздуха и после оценки ситуации и получения немецкого ультиматума о возможной бомбардировке других городов капитулировала в тот же день.
Бомбардировка Роттердама привела к изменению британской политики и стратегии. До того времени Великобритания избегала бомбардировок Германии, хотя и признавала, что в случае продолжения германских атак на гражданские цели британская политика поменяется. На следующий день после бомбардировки Роттердама, в ночь с 15 на 16 мая, британские королевские ВВС совершили первый (ночной) налёт на Рурскую область. Прецедент уничтожения Роттердама использовался для оправдания разрушительных налётов авиации союзников на исторические города Германии. После войны старая застройка Роттердама не восстанавливалась.

## В культуре
- Бомбардировке Роттердама посвящён фильм «Бомбардировка»[нидерл.] 2012 г. режиссёра Ате де Йонга[нидерл.].